# 홀드 백 더 돈
《홀드 백 더 돈》(Hold Back The Dawn)은 미국에서 제작된 밋첼 레이슨 감독의 1941년 영화이다. 샤를르 보와이에 등이 주연으로 출연하였고 아서 혼블로우 주니어 등이 제작에 참여하였다.
이 영화는 케티 프링스의 1940년 소설을 찰스 브래킷과 빌리 와일더가 각색하였다.

## 출연

### 주연
- 샤를르 보와이에
- 올리비아 드 하빌랜드

### 조연
- 파울레트 고다드
- 빅터 프란센
- 월터 아벨
- 커트 보이스
- 로즈메리 드캠프
- 에릭 펠더리
- 네스토 파이바
- 마델레인 르보
- 빌리 리
- 미카일 라섬니
- 찰스 안트
- 아서 로프트
- 밋첼 레이슨

## 기타
- 원작자: 케티 프링스
- 미술: 한스 드레이어
- 미술: 로버트 어셔
- 의상: 에디스 헤드